# USS LST-614
O USS LST-614 foi um navio de guerra norte-americano da classe LST que operou durante a Segunda Guerra Mundial.